# Fútbol masculino en los Juegos del Pacífico
El fútbol masculino es una de las disciplinas donde se disputan medallas en los Juegos del Pacífico (conocidos como Juegos del Pacífico Sur entre 1963 y 2007). Es el segundo torneo más importante de Oceanía por detrás de la Copa de las Naciones de la OFC. Exceptuando en 1999, el fútbol fue un deporte jugado en todas las ediciones del mayor torneo multideportivo oceánico.
En cuanto a selecciones absolutas, Nueva Caledonia posee la mayor cantidad de preseas de oro, siendo seis la cantidad de veces que ganó la competición de fútbol. Lo sigue Tahití con cinco. Y por detrás de ambos seleccionados aparece Fiyi, que se llevó el título en dos ediciones. Vanuatu, Papúa Nueva Guinea y las Islas Salomón, a pesar de no haber conseguido nunca la medalla dorada, obtuvieron en varias ocasiones la de plata o bronce. Desde que se juega con selecciones sub-23, Nueva Caledonia obtuvo una vez la medalla dorada.
La edición de 2007 fue utilizada como clasificación para la Copa de las Naciones de la OFC 2008. Los tres medallistas en Apia 2007 clasificaron a dicho torneo, que a su vez era utilizado como eliminatorias al Mundial de Sudáfrica 2010. En 2015 el certamen se convirtió en la clasificación de la OFC para los Juegos Olímpicos, convirtiéndose en un campeonato de selecciones sub-23, ya no absolutas, y dando lugar a la participación de Nueva Zelanda. En 2019, regresaron las selecciones absolutas al torneo. Aun así, Nueva Zelanda jugó con una selección sub-23.

## Palmarés

### Selecciones absolutas
| Año          | Sede               | · Medalla de oro | Final Resultado | · Medalla de plata | · Medalla de bronce | Resultado | Cuarto lugar       |
| ------------ | ------------------ | ---------------- | --------------- | ------------------ | ------------------- | --------- | ------------------ |
| 1963 Detalle | Fiyi               | Nueva Caledonia  | 8:2             | Fiyi               | Tahití              | 18:0      | Islas Salomón      |
| 1966 Detalle | Nueva Caledonia    | Tahití           | 2:0             | Nueva Caledonia    | Nuevas Hébridas     | 5:2       | Papúa Nueva Guinea |
| 1969 Detalle | Papúa Nueva Guinea | Nueva Caledonia  | 2:1             | Tahití             | Papúa Nueva Guinea  | 2:1       | Fiyi               |
| 1971 Detalle | Polinesia Francesa | Nueva Caledonia  | 7:1             | Nuevas Hébridas    | Tahití              | 8:1       | Papúa Nueva Guinea |
| 1975 Detalle | Guam               | Tahití           | 2:1 (pro.)      | Nueva Caledonia    | Islas Salomón       | 3:2       | Fiyi               |
| 1979 Detalle | Fiyi               | Tahití           | 3:0             | Fiyi               | Islas Salomón       | 3:1       | Nueva Caledonia    |
| 1983 Detalle | Samoa              | Tahití           | 1:0             | Fiyi               | Nueva Caledonia     | 2:1       | Papúa Nueva Guinea |
| 1987 Detalle | Nueva Caledonia    | Nueva Caledonia  | 1:0             | Tahití             | Papúa Nueva Guinea  | 3:1       | Vanuatu            |
| 1991 Detalle | Papúa Nueva Guinea | Fiyi             | 1:1 (5:4 pen.)  | Islas Salomón      | Nueva Caledonia     | 3:1       | Vanuatu            |
| 1995 Detalle | Polinesia Francesa | Tahití           | 2:0             | Islas Salomón      | Fiyi                | 3:0       | Vanuatu            |
| 2003 Detalle | Fiyi               | Fiyi             | 2:0             | Nueva Caledonia    | Vanuatu             | 1:0       | Tahití             |
| 2007 Detalle | Samoa              | Nueva Caledonia  | 1:0             | Fiyi               | Vanuatu             | 2:0       | Islas Salomón      |
| 2011 Detalle | Nueva Caledonia    | Nueva Caledonia  | 2:0             | Islas Salomón      | Tahití              | 2:1       | Fiyi               |

### Selecciones sub-23
| Año          | Sede               | · Medalla de oro | Final Resultado | · Medalla de plata | · Medalla de bronce | Resultado | Cuarto lugar |
| ------------ | ------------------ | ---------------- | --------------- | ------------------ | ------------------- | --------- | ------------ |
| 2015 Detalle | Papúa Nueva Guinea | Nueva Caledonia  | 2:0             | Tahití             | Papúa Nueva Guinea  | 2:1       | Fiyi         |

### Selecciones absolutas + selecciones sub-23
| Año          | Sede          | · Medalla de oro | Final Resultado | · Medalla de plata | · Medalla de bronce | Resultado      | Cuarto lugar       |
| ------------ | ------------- | ---------------- | --------------- | ------------------ | ------------------- | -------------- | ------------------ |
| 2019 Detalle | Samoa         | Nueva Zelanda    | 2:1             | Nueva Caledonia    | Fiyi                | 1:1 (4:2 pen.) | Papúa Nueva Guinea |
| 2023 Detalle | Islas Salomón | Nueva Caledonia  | 2:2 (7:6 pen.)  | Islas Salomón      | Fiyi                | 4:2            | Vanuatu            |

## Medallero

### Selecciones absolutas
| Núm. | País               | Oro | Plata | Bronce | Total |
| ---- | ------------------ | --- | ----- | ------ | ----- |
| 1    | Nueva Caledonia    | 7   | 4     | 2      | 13    |
| 2    | Tahití             | 5   | 2     | 3      | 10    |
| 3    | Fiyi               | 2   | 4     | 3      | 9     |
| 4    | Islas Salomón      | 0   | 4     | 2      | 6     |
| 5    | Vanuatu            | 0   | 1     | 3      | 4     |
| 6    | Papúa Nueva Guinea | 0   | 0     | 2      | 2     |

### Selecciones sub-23
| Núm. | País               | Oro | Plata | Bronce | Total |
| ---- | ------------------ | --- | ----- | ------ | ----- |
| 1    | Nueva Caledonia    | 1   | 0     | 0      | 1     |
| 2    | Nueva Zelanda      | 1   | 0     | 0      | 1     |
| 3    | Tahití             | 0   | 1     | 0      | 1     |
| 4    | Papúa Nueva Guinea | 0   | 0     | 1      | 1     |

### Total
| Núm. | País               | Oro | Plata | Bronce | Total |
| ---- | ------------------ | --- | ----- | ------ | ----- |
| 1    | Nueva Caledonia    | 8   | 4     | 2      | 14    |
| 2    | Tahití             | 5   | 3     | 3      | 11    |
| 3    | Fiyi               | 2   | 4     | 3      | 9     |
| 4    | Nueva Zelanda      | 1   | 0     | 0      | 1     |
| 5    | Islas Salomón      | 0   | 4     | 2      | 6     |
| 6    | Vanuatu            | 0   | 1     | 3      | 4     |
| 7    | Papúa Nueva Guinea | 0   | 0     | 3      | 3     |

## Estadísticas

### Selecciones absolutas

#### Participaciones
| N.º de part. | Selección                | Año                                                                                      |
| ------------ | ------------------------ | ---------------------------------------------------------------------------------------- |
| 15           | Nueva Caledonia          | 1963, 1966, 1969, 1971, 1975, 1979, 1983, 1987, 1991, 1995, 2003, 2007, 2011, 2019, 2023 |
| 15           | Tahití                   | 1963, 1966, 1969, 1971, 1975, 1979, 1983, 1987, 1991, 1995, 2003, 2007, 2011, 2019, 2023 |
| 15           | Vanuatu                  | 1963, 1966, 1969, 1971, 1975, 1979, 1983, 1987, 1991, 1995, 2003, 2007, 2011, 2019, 2023 |
| 14           | Papúa Nueva Guinea       | 1963, 1966, 1969, 1971, 1975, 1979, 1983, 1987, 1991, 1995, 2003, 2011, 2019, 2023       |
| 13           | Fiyi                     | 1963, 1969, 1971, 1975, 1979, 1983, 1991, 1995, 2003, 2007, 2011, 2019, 2023             |
| 13           | Islas Salomón            | 1963, 1966, 1969, 1975, 1979, 1983, 1991, 1995, 2003, 2007, 2011, 2019, 2023             |
| 6            | Samoa Americana          | 1983, 1987, 2007, 2011, 2019, 2023                                                       |
| 6            | Tonga                    | 1979, 1983, 2003, 2007, 2019, 2023                                                       |
| 6            | Tuvalu                   | 1979, 2003, 2007, 2011, 2019, 2023                                                       |
| 6            | Wallis y Futuna          | 1966, 1979, 1983, 1987, 1991, 1995                                                       |
| 5            | Guam                     | 1975, 1979, 1991, 1995, 2011                                                             |
| 5            | Islas Cook               | 1971, 1995, 2007, 2011, 2023                                                             |
| 5            | Samoa                    | 1979, 1983, 2007, 2019, 2023                                                             |
| 3            | Kiribati                 | 1979, 2003, 2011                                                                         |
| 1            | Niue                     | 1983                                                                                     |
| 1            | Micronesia               | 2003                                                                                     |
| 1            | Islas Marianas del Norte | 2023                                                                                     |

#### Tabla acumulada
| Equipo | Equipo             | Pts | PJ | PG | PE | PP | GF  | GC  | Dif  | Rend  |
| ------ | ------------------ | --- | -- | -- | -- | -- | --- | --- | ---- | ----- |
| 1      | Nueva Caledonia    | 160 | 71 | 52 | 4  | 15 | 300 | 54  | 246  | 75,1% |
| 2      | Tahití             | 143 | 67 | 46 | 5  | 16 | 299 | 66  | 233  | 71,1% |
| 3      | Fiyi               | 123 | 61 | 39 | 9  | 13 | 254 | 92  | 162  | 67,2% |
| 4      | Vanuatu            | 95  | 63 | 30 | 7  | 26 | 182 | 109 | 73   | 66,3% |
| 5      | Islas Salomón      | 89  | 55 | 27 | 8  | 20 | 180 | 125 | 55   | 53,9% |
| 6      | Papúa Nueva Guinea | 67  | 54 | 19 | 10 | 25 | 172 | 93  | 79   | 41,3% |
| 7      | Tuvalu             | 22  | 18 | 5  | 7  | 6  | 30  | 72  | -42  | 34,6% |
| 8      | Wallis y Futuna    | 15  | 22 | 5  | 0  | 19 | 24  | 108 | -84  | 22,7% |
| 9      | Tonga              | 14  | 19 | 4  | 2  | 13 | 26  | 85  | -59  | 24,5% |
| 10     | Samoa              | 13  | 15 | 4  | 1  | 10 | 22  | 57  | -35  | 28,8% |
| 11     | Guam               | 10  | 17 | 3  | 1  | 13 | 16  | 148 | -132 | 19,6% |
| 12     | Islas Cook         | 9   | 15 | 3  | 0  | 12 | 12  | 112 | -100 | 20%   |
| 13     | Samoa Americana    | 4   | 21 | 1  | 1  | 19 | 10  | 148 | -148 | 6,3%  |
| 14     | Kiribati           | 1   | 11 | 0  | 1  | 10 | 7   | 126 | -119 | 3%    |
| 15     | Niue               | 0   | 2  | 0  | 0  | 2  | 0   | 33  | -33  | 0%    |
| 16     | Micronesia         | 0   | 4  | 0  | 0  | 4  | 0   | 52  | -52  | 0%    |

### Selecciones sub-23

#### Tabla acumulada
A pesar de que en fase de grupos varios equipos enfrentaron a Nueva Zelanda, al no poder ésta disputar la fase final por las medallas no es incluida en la tabla acumulada, al no ser técnicamente una selección participante de los Juegos del Pacífico. Tampoco están incluidos los resultados de la fase final de la clasificación a los Juegos Olímpicos.
| Equipo | Equipo             | Pts | PJ | PG | PE | PP | GF | GC  | Dif  | Rend  |
| ------ | ------------------ | --- | -- | -- | -- | -- | -- | --- | ---- | ----- |
| 1      | Nueva Zelanda      | 13  | 5  | 4  | 1  | 0  | 22 | 2   | 20   | 86,6% |
| 2      | Nueva Caledonia    | 12  | 5  | 4  | 0  | 1  | 6  | 6   | 0    | 80%   |
| 3      | Tahití             | 10  | 5  | 3  | 1  | 1  | 34 | 4   | 30   | 66,6% |
| 5      | Papúa Nueva Guinea | 6   | 5  | 2  | 0  | 3  | 5  | 6   | -1   | 40%   |
| 5      | Fiyi               | 5   | 5  | 1  | 2  | 2  | 41 | 5   | 36   | 33,3% |
| 6      | Vanuatu            | 4   | 3  | 1  | 1  | 1  | 48 | 3   | 45   | 44,4% |
| 7      | Islas Salomón      | 0   | 3  | 0  | 0  | 3  | 1  | 5   | -4   | 0%    |
| 8      | Micronesia         | 0   | 3  | 0  | 0  | 3  | 0  | 114 | -114 | 0%    |

## Goleadores
| Año       | Jugador                                     | Goles |
| --------- | ------------------------------------------- | ----- |
| 1963–1995 | Desconocido                                 | -     |
| 2003      | Esala Masi                                  | 11    |
| 2007      | Osea Vakatalesau                            | 10    |
| 2011      | Bertrand Kaï                                | 10    |
| 2015      | Jean Kaltack                                | 17    |
| 2019      | Gagame Feni Tony Kaltak Jean-Philippe Saïko | 9     |
| 2023      | John Orobulu                                | 8     |

## Desempeño
|                               | AñosEquipo                    |                               | 63 | 66 | 69 | 71 | 75 | 79 | 83 | 87 | 91 | 95 | 99 | 03 | 07 | 11 | 15 | 19 | 23 | Años |
| ----------------------------- | ----------------------------- | ----------------------------- | -- | -- | -- | -- | -- | -- | -- | -- | -- | -- | -- | -- | -- | -- | -- | -- | -- | ---- |
| Samoa Americana               | Samoa Americana               | Samoa Americana               | –  | –  | –  | –  | –  | –  | P  | 6  | –  | –  | –  | –  | P  | P  | –  | P  | 12 | 6    |
| Islas Cook                    | Islas Cook                    | Islas Cook                    | –  | –  | –  | 6  | –  | –  | –  | –  | –  | P  | –  | –  | P  | P  | –  | –  | 8  | 5    |
| Fiyi                          | Fiyi                          | Fiyi                          | 2  | –  | 4  | 5  | 4  | 2  | 2  | –  | 1  | 3  | –  | 1  | 2  | 4  | 4  | 3  | 3  | 14   |
| Guam                          | Guam                          | Guam                          | –  | –  | –  | –  | P  | 6  | –  | –  | P  | P  | –  | –  | –  | P  | –  | –  | –  | 5    |
| Kiribati                      | Kiribati                      | Kiribati                      | –  | –  | –  | –  | –  | 9* | –  | –  | –  | –  | –  | P  | –  | P  | –  | –  | †  | 3    |
| Micronesia                    | Micronesia                    | Micronesia                    | –  | –  | –  | –  | –  | –  | –  | –  | –  | –  | –  | P  | –  | –  | P  | –  | –  | 2    |
| Nueva Caledonia               | Nueva Caledonia               | Nueva Caledonia               | 1  | 2  | 1  | 1  | 2  | 4  | 3  | 1  | 3  | P  | –  | 2  | 1  | 1  | 1  | 2  | 1  | 16   |
| Nueva Zelanda                 | Nueva Zelanda                 | Nueva Zelanda                 | –  | –  | –  | –  | –  | –  | –  | –  | –  | –  | –  | –  | –  | –  | ‡  | 1  | –  | 2    |
| Niue                          | Niue                          | Niue                          | –  | –  | –  | –  | –  | –  | P  | –  | –  | –  | –  | –  | –  | –  | –  | –  | –  | 1    |
| Islas Marianas del Norte      | Islas Marianas del Norte      | Islas Marianas del Norte      | –  | –  | –  | –  | –  | –  | †  | –  | –  | –  | –  | –  | –  | –  | –  | –  | 10 | 1    |
| Papúa Nueva Guinea            | Papúa Nueva Guinea            | Papúa Nueva Guinea            | P  | 4  | 3  | 4  | P  | 9* | 4  | 3  | P  | P  | –  | P  | –  | P  | 3  | 4  | 6  | 15   |
| Samoa                         | Samoa                         | Samoa                         | –  | –  | –  | –  | –  | 9* | 5* | –  | –  | –  | –  | –  | P  | –  | –  | P  | 7  | 5    |
| Islas Salomón                 | Islas Salomón                 | Islas Salomón                 | 4  | P  | 6  | –  | 3  | 3  | P  | –  | 2  | 2  | –  | P  | 4  | 2  | P  | P  | 2  | 14   |
| Tahití                        | Tahití                        | Tahití                        | 3  | 1  | 2  | 3  | 1  | 1  | 1  | 2  | P  | 1  | –  | 4  | P  | 3  | 2  | P  | 5  | 16   |
| Tonga                         | Tonga                         | Tonga                         | –  | –  | –  | –  | –  | 7* | P  | –  | –  | –  | –  | P  | P  | –  | –  | P  | 5  | 6    |
| Tuvalu                        | Tuvalu                        | Tuvalu                        | –  | –  | –  | –  | –  | 7* | –  | –  | –  | –  | –  | P  | P  | P  | –  | P  | 9  | 6    |
| Vanuatu                       | Vanuatu                       | Vanuatu                       | P  | 3  | 5  | 2  | P  | 5  | P  | 4  | 4  | 4  | –  | 3  | 3  | P  | P  | P  | 4  | 16   |
| Wallis y Futuna               | Wallis y Futuna               | Wallis y Futuna               | –  | P  | –  | –  | –  | 9* | 5* | 5  | P  | P  | –  | –  | –  | –  | –  | –  | –  | 6    |
| Cantidad de equipos Total: 18 | Cantidad de equipos Total: 18 | Cantidad de equipos Total: 18 | 6  | 6  | 6  | 6  | 7  | 12 | 11 | 6  | 8  | 9  | –  | 10 | 10 | 11 | 8# | 11 | 12 | 16   |